# Zuyderzée
Cet article concerne l'ancien département français. Pour la mer néerlandaise, voir Zuiderzee.
1811–1814
Entités précédentes :
- Royaume de Hollande :
- (Département d'Amstelland)
- (Département d'Utrecht)

Entités suivantes :
- Royaume des Pays-Bas :
- (Province de Hollande)
- (Province d'Utrecht)

Le Zuyderzée (ou Zuiderzée) est un ancien département français du Premier Empire qui a existé entre 1811 et 1814. Son chef-lieu était Amsterdam et il lui avait été attribué le numéro 118 dans la liste des 130 départements français de 1811

## Histoire
Le département du Zuiderzée est créé le 1er janvier 1811 à la suite de l'annexion du royaume de Hollande par le Premier Empire français le 9 juillet 1810.
Il est dissous après la défaite de Napoléon Ier en 1814. Après le congrès de Vienne en 1815, le territoire correspondant fut intégré au royaume uni des Pays-Bas.

## Géographie
Le nom du département provient du Zuiderzee, golfe barré depuis 1932 par une digue (Afsluitdijk) et désormais partiellement asséché, qui s'étendait sur une large partie est du département. Le Zuiderzée était principalement situé sur une péninsule s'étendant entre la mer du Nord à l'ouest et le golfe de Zuiderzee à l'est, mais comprenait également quelques-unes des îles de la Frise-Occidentale.
Le territoire actuel de l'ancien département est situé dans les Pays-Bas et correspond plus ou moins à celui des provinces de Hollande-Septentrionale et d'Utrecht.

## Subdivisions
Le Zuiderzée était subdivisé en six arrondissements :
- Amsterdam, divisé en neuf cantons : Amsterdam, Baambrugge, Kudelstaart, Loenen, Naarden, Nieuwer-Amstel, Oud-Loosdrecht, Watergraafsmeer en Weesp.
- Alkmaar, six cantons : Alkmaar, De Rijp, Schagen, Texel, Wieringen, Zijpe.
- Amersfoort, trois cantons : Amersfoort, Rhenen, Wijk bij Duurstede.
- Haarlem, sept cantons : Beverwijk, Bloemendaal, Haarlem, Heemstede, Oostzaan, Westzaan, Zaandam.
- Hoorn, sept cantons : Edam, Enkhuizen, Grootebroek, Hoorn, Medemblik, Monnickendam, Purmerend.
- Utrecht, six cantons : Maarssen, Mijdrecht, Schoonhoven, Utrecht, Woerden et IJsselstein.

## Liste des préfets
| Période          | Période          | Identité                                               | Fonction précédente             | Observation                                           |
| ---------------- | ---------------- | ------------------------------------------------------ | ------------------------------- | ----------------------------------------------------- |
| 25 décembre 1810 | 11 février 1811  | Jean van Styrum                                        | Landdrost (préfet) d'Amstelland | par intérim Passe à la préfecture de Loire-Inférieure |
| 11 décembre 1810 | 30 novembre 1813 | Antoine Philippe Fiacre Ghislain de Visscher de Celles | Préfet de Loire-Inférieure      | Installé le 11 février 1811                           |

- Secrétaires généraux du Zuyderzée :
  - Pierre Adrien Joseph Louis de Stuers (7 avril 1811) ;
- Sous-préfet d'Alkmaar :
  - Edgar Jacques Rutger Mollerus (21 octobre 1811 - 22 novembre 1811) ;
- Sous-préfet d'Amersfoort :
  - Albert Charles Snouckaert (19 mai 1811) ;
- Sous-préfets d'Amsterdam :
  - Jean Frédéric Abbema (7 avril 1811),
  - Willem Cornelis Witt (24 mai 1812) ;
- Sous-préfet d'Haarlem (créé par décret du 21 octobre 1811) :
  - Ewoud van Vredenburgh (23 octobre 1811) ;
- Sous-préfet d'Hoorn :
  - Henri Carbasius (19 mai 1811),
  - Gijsbert Fontein Verschuier (21 août 1811),
  - Edgard Jacques Rutger Mollerus (22 novembre 1811) ;
- Sous-préfet d'Utrecht :
  - Jean Maximilien de Tuyl de Serooskerken (19 mai 1811 - 9 septembre 1811).